# Gyügye
Gyügye là một thị trấn thuộc hạt Szabolcs-Szatmár-Bereg, Hungary. Thị trấn này có diện tích 4,33 km², dân số năm 2010 là 226 người, mật độ 52 người/km².